# Шеломово (Весьегонский район)
Шеломово — опустевшая деревня в Весьегонском муниципальном округе Тверской области.

## География
Деревня находится в северо-восточной части Тверской области на расстоянии приблизительно 26 км на юг по прямой от районного центра города Весьегонск.

## История
Возрождена в 1630—1650-е годы карелами-переселенцами на месте одноименной пустоши и вошла в состав дворцовой карельской Чамеровской волости. Дворов (хозяйств) было 17 (1859 год), 22 (1889), 30 (1931), 27 (1963), 8 (1993). В настоящее время деревня нежилая,. До 2019 года входила в состав Чамеровского сельского поселения до упразднения последнего.

## Население
Численность населения: 84 человека (1859 год), 102(1889), 149 (1931), 3873 (1963), 12 (1993),, 10 (100 % русские) 2002 году, 0 в 2010.